# Емануел Луканов
Емануел Луканов е бивш български футболист, защитник, бивш старши треньор на Черно море (Варна) и настоящ старши треньор на ФК „Фратрия“.
Роден е на 25 май 1975 г. във Велико Търново. Висок е 181 см и тежи 75 кг. Играл е за Етър и италианските Тортона, Пергокрема 1932, Кастелана и Нуова Веролезе. Носител на Купата на ПФЛ през 1995 г. с Етър. В А група е изиграл 73 мача и е вкарал 4 гола. Има 4 мача за Етър в турнира Интертото. От есента на 2006 г. е играещ треньор на Нуова Веролезе. През 2015 г. печели шампионската купа на България с ПФК Черно море, Варна, като помощник треньор на представителния отбор. Също така е бил треньор в първия лагер на INTER Academy 2018 в България.

## Футболна кариера
- 1994 – 1997 г. ФК Етър (Велико Търново), България
- 1997 – 1999 г. FC Dertona C.G
- 1999 – 2000 г. ФК Етър (Велико Търново), България
- 2000 – 2003 г. Pergocrema 1932, Кремона, Италия
- 2003 – 2004 г. A.C. Chiari 1912 г., Бреша, Италия
- 2005 – 2010 г. Nuova Verolese Calcio A.S.D., Бреша, Италия

## Треньорска кариера
През юли 2010 г. Луканов започва работа като треньор в детско-юношеската школа на Черно море (Варна). През октомври същата година е привлечен като асистент в първия тим от тогавашния треньор на отбора Стефан Генов. Работи 7 години като помощник-треньор на Черно море, като в този период асистира още на Никола Спасов, Адалберт Зафиров и Георги Иванов.
На 31 декември 2016 г. Луканов завършва успешно треньорски курс и се сдобива с лиценз UEFA „PRO“. През септември 2017 г. е утвърден за старши треньор на Черно море, заменяйки на поста подалия оставка Георги Иванов.
Луканов посещава тренировъчна сесия в университета на УЕФА в Нион, Швейцария. Също така е бил треньор в първия лагер на INTER Academy 2018 в България.
През ноември 2018 г. става част от треньорския екип на Ивайло Петев в Ал-Кадисия, Саудитска Арабия.
От януари 2020 г. до септември 2020 г. Луканов е част от треньорския екип на Ивайло Петев в Ягельоня (Бялисток).
През юни 2021 г.започва работа в треньорския екип на ФК Берое Стара Загора като помощник и фитнес треньор.

## Статистика по сезони
- Етър – 1993/94 – А група, 3 мача/0 гола
- Етър – 1994/95 – А група, 7/0
- Етър – 1995/96 – А група, 19/1
- Етър – 1996/97 – А група, 23/1
- Етър – 1997/98 – А група, 21/2
- Тортона – 1998/99 – Серия D, 23/0
- Етър – 1999/00 – А група, 27/0
- Пергокрема 1932 – 2000/01 – Промоционе, 17/1
- Пергокрема 1932 – 2001/02 – Екселенца, 31/0
- Пергокрема 1932 – 2002/03 – Серия D, 26/4
- Кастелана – 2003/04 – Екселенца, 24/3
- Кастелана – 2004/05 – Екселенца, 21/2
- Нуова Веролезе – 2005/06 – Екселенца, 27/2
- Нуова Веролезе – 2006/07 – Екселенца
- Нуова Веролезе – 2007/08 – Екселенца, 17/1
- Нуова Веролезе – 2008/09 – Екселенца, 13/2
- Черно море, деца родени 1995 г. – 2010 – треньор
- Черно море – 2010 г. е помощник-треньор в представителния отбор
- Черно море – 2017 г. е старши треньор в представителния отбор